# School of Rock (phim truyền hình)
School of Rock (tựa việt: Rock Học Đường) là chương trình live-action sitcom nhạc kịch chiếu vào ngày 12 tháng 3 năm 2016, trên Nickelodeon. Chương trình dựa trên bộ phim cùng tên năm 2003 với sự tham gia của Các ngôi sao của chương trình gồm Breanna Yde, Ricardo Hurtado, Jade Pettyjohn, Lance Lim, Aidan Miner, và Tony Cavalero. Vào ngày 5 tháng 4 năm 2016, Nickelodeon thông báo School of Rock được sản xuất phần 2 với 13 tập.
Tại Việt Nam, bộ phim được phát sóng trên kênh HTV3 vào ngày 22 tháng 8 năm 2019.

## Cốt truyện
Tại Austin, Texas, chương trình xoay quanh 5 thành viên 12 tuổi tại trường cấp 2 gồm Zack, Laurence, Freddy, Summer và Tomika được giáo viên Dewey Finn, một nghệ sĩ không thành công động viên lập một nhóm nhạc.

## Dàn diễn viên

### Chính
- Breanna Yde vai Tomika
- Ricardo Hurtado vai Freddy
- Jade Pettyjohn vai Summer
- Lance Lim vai Zack
- Aidan Miner vai Lawrence
- Tony Cavalero vai Mr. Finn

### Phụ
- Jama Williamson vai Hiệu trưởng Mullins (phần 1: phụ; phần 2: chính)[2]

## Sản xuất
Tháng 8, 2014, Nickelodeon khẳng định sẽ tái sinh bộ phim Rock học trò thành một chương trình truyền hình, và dàn diễn viên được tiết lộ vào tháng 3 năm 2015. Chương trình tiếp tục được sản xuất phần 2 với 13 tập vào ngày 5 tháng 4 năm 2016, nữ diễn viên Breanna Yde thông báo trên Twitter của mình quá trình ghi hình phần 2 bắt đầu ngày 24 thagn1 4, 2016.